# Blanka (Street Fighter)
Pour les articles homonymes, voir Blanka.
Blanka (ブランカ, Buranka) est un personnage de fiction issu de la série Street Fighter. Il est humain mais très sauvage et fait sa première apparition dans Street Fighter II: The World Warrior en 1991 sur borne arcade

## Biographie
L'histoire officielle dit que le petit Jimmy, né le 12 février 1966, a survécu à un crash aérien dans la jungle brésilienne, alors qu'il n'avait que 5 ans. Devenu "sauvage" après tant d'années passées dans la jungle, sa mère le retrouve en fin du tournoi de Street Fighter II: The World Warrior et le reconnaît grâce aux anneaux fixés sur ses jambes [source détournée].
Dans le film live Street Fighter, Blanka est le résultat d'expériences génétiques des savants de Shadaloo visant à la création de la machine à tuer parfaite, avec l'aide forcée de Dhalsim. Son vrai nom est Carlos Blanka et Guile l'appelle "Charlie", qui est un surnom couramment donné aux Carlos par les américains, et non pas parce qu'il a été mélangé au personnage de Charlie Nash comme le croient certains fans. Ses rivaux sont Edmond Honda (principal rival dans Street Fighter II), El Fuerte, Zangief, Sakura, Dan et Karin.[réf. nécessaire]
Son design semble inspiré par des héros de comics américains comme Tarzan et Hulk.

## Apparitions
| Année | Œuvre                                                     | Doublages      | Doublages      |
| Année | Œuvre                                                     | Japonais       | Anglais        |
| ----- | --------------------------------------------------------- | -------------- | -------------- |
| 1991  | Street Fighter II: The World Warrior                      | —              | —              |
| 1994  | Street Fighter (Blanka est interprété par Robert Mammone) | —              | —              |
| 1994  | Street Fighter II, le film                                | Unshō Ishizuka | Tom Carlton    |
| 1998  | Street Fighter Alpha 3                                    | Yūji Ueda      | —              |
| 1998  | Street Fighter EX 2                                       | Go Yamane      | —              |
| 2000  | Street Fighter EX 3                                       | Go Yamane      | —              |
| 2000  | Capcom vs. SNK: Millennium Fight 2000                     | Yūji Ueda      | —              |
| 2001  | Capcom vs. SNK 2: Mark of the Millennium 2001             | Yūji Ueda      | —              |
| 2009  | Street Fighter IV                                         | Yūji Ueda      | Taliesin Jaffe |
| 2012  | Street Fighter X Tekken                                   | Yūji Ueda      | Taliesin Jaffe |
| 2018  | Street Fighter V (Arcade Edition - saison 3)              | Yūji Ueda      | Taliesin Jaffe |

## Apparence
Blanka a la peau verte (bleue dans Street Fighter II Dash), les cheveux orange (parfois rouges) et une apparence assez bestiale ; il n'en reste pas moins un humain. Il a un pantalon orange déchiré et des anneaux aux pieds, dont un anneau avec son vrai nom (Jimmy) écrit dessus.

## Capacités
Ses attaques sont à base de projection en boulet de canon.
La capacité de Blanka à générer de l'électricité (electric thunder) reste inexpliquée. Il semblerait qu'il ait appris ce talent par des anguilles électriques.

### Coups spéciaux
- Electric Thunder
- Rolling Attack
- Vertical Rolling
- Backstep Rolling

### Furies
- Groundshave Rolling
- Tropical Hazard
- Lighting Cannonball (Ultra Combo)
- Shout of Earth

## Popularité
Blanka a été bien accueilli par les joueurs brésiliens, bien que Capcom ait été critiqué par certains sur la façon dont il dépeint le pays. Dans une interview sur un site de jeu brésilien, le producteur Yoshi Ono a présenté ses excuses pour la mauvaise impression que le personnage a éventuellement causée.
Après un sondage en Espagne, Blanka est selon eux le 3e brésilien le plus connu, après Gisele Bündchen et Pelé.
En 2009, après que les Jeux olympiques 2016 ont été annoncés à Rio de Janeiro, au Brésil, plusieurs sites font de Blanka la mascotte non officielle de ces JO.
Il apparaît dans un sketch de Le Golden Show interprété par Jean-Christophe Hembert dans une parodie de Confessions intimes où il chante Alexandrie Alexandra.
L'album Deux frères du groupe PNL contient un morceau nommé d'après Blanka.